# Гексахлороплатинат(IV) таллия
Гексахлороплатина́т(IV) та́ллия — неорганическое соединение, комплексная соль металла таллия и платинохлористоводородной кислоты c формулой Тl2[PtCl6]. При нормальных условиях представляет собой жёлтое твёрдое вещество, нерастворимое в воде.

## Получение
- Обработка растворов солей таллия(I) гексахлороплатинатом(IV) водорода:

{\displaystyle {\mathsf {Tl_{2}SO_{4}+H_{2}[PtCl_{6}]\ {\xrightarrow {H_{2}O}}\ Tl_{2}[PtCl_{6}]\downarrow +H_{2}SO_{4}}}}

## Свойства
Гексахлороплатинат(IV) таллия образует жёлтое твёрдое вещество, практически не растворимое в воде. Токсично.